# Idiops vandami
Idiops vandami là một loài nhện trong họ Idiopidae.
Loài này thuộc chi Idiops. Idiops vandami được J. Hewitt miêu tả năm 1925.